# Павзаний (пълководец)
Вижте пояснителната страница за други личности с името Павзаний.
Павзаний (? – 467 г. пр.н.е.) е спартански пълководец и стратег от времето на гръко-персийските войни. След смъртта на цар Леонид в битката при Термопилите става регент до пълнолетието на престолонаследника – Леонидовия син Плейстарх. Командва гръцката съюзническа армия в битката при Платея, където разгромява персийците. По-късно спечелва много военни успехи в Кипър и Византион, които освобождава от персите. Когато командването му е отнето, пожелава да стане тиран на Византион и влиза в преговори с Великия цар (т.е. царя на персите). Повикан в Спарта от ефорите, той е обвинен в предателство и оставен да умре в храма на Атина Халкиойкос, където е потърсил убежище (467 г. пр.н.е.)